# Henry Bayard Phillips
Henry Bayard Phillips, häufig H. B. Phillips zitiert, (* 27. September 1881 in Yadkin College, Davidson County, North Carolina; † 1973) war ein US-amerikanischer Mathematiker.
Henry Phillips studierte am Erskine College mit dem Bachelor-Abschluss 1900 und wurde 1905 an der Johns Hopkins University bei Frank Morley promoviert mit der Dissertation Some Invariants and Covariants of Ternary Collineations. Von 1905 bis 1907 war er Instructor an der University of Cincinnati und danach Instructor am Massachusetts Institute of Technology, wo er bald darauf Professor wurde. Dort war er von 1934 bis 1947 Vorstand der Mathematikfakultät und wurde 1947 emeritiert.
Er war für verschiedene Lehrbücher bekannt und befasste sich früh mit C. L. E. Moore mit Vektoranalysis. Mit Norbert Wiener befasste er sich mit numerischer Lösung von partiellen Differentialgleichungen auf Gittern. Sein Buch über Analytische Geometrie wurde auch ins Spanische übersetzt.
Phillips wurde 1939 Ehrendoktor (L. L. D.) und 1918 Fellow der American Academy of Arts and Sciences.
1929 heiratete er Charlotte T. Perry.

## Schriften (Auswahl)
Aufsätze
- zusammen mit Norbert Wiener: Nets and the Dirichlet problem. In: Journal of Mathematical Physics, Band 2 (1923), S. 105, ISSN 0022-2488

Monographien
- Analytic Geometry. Wiley New York 1915.
- Differential Equations. Wiley New York 1922 (EA New York 1916).
- Differential Calculus. Wiley New York 1916.
- Integral Calculus. Wiley, New York 1917.
- Vector Analysis. Wiley, New York 1947 (EA New York 1933)
- Analytic Geometry and Calculus. Addison-Wesley, New York 1942.